# Beelzebufo ampinga
Beelzebufo ampinga (беельзебуфо) — викопний вид жаб родини Рогаткові (Ceratophryidae). Вид мешкав на Мадагаскарі у кінці крейдового періоду (70—65 млн років тому).

## Етимологія
Beelzebufo перекладається з латини як «ропуха-д'явол», видова назва ampinga з малагасійської означає «щит».

## Опис

Приблизні розміри Beelzebufo

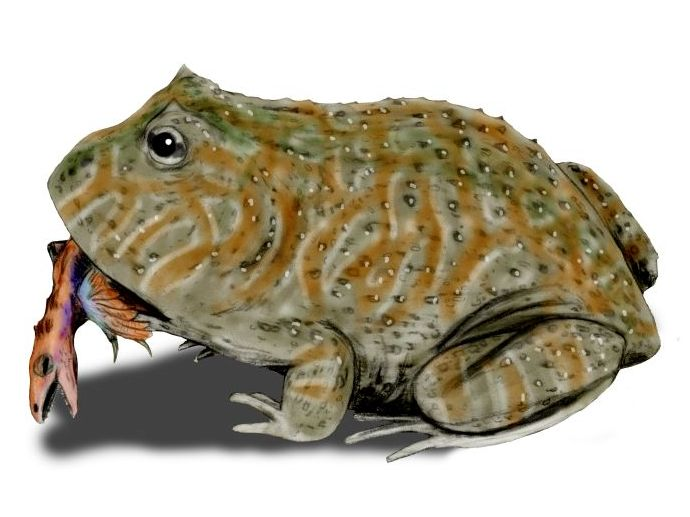
Художня реконструкція

Вид досягав 25 см завдовжки. Будова черепа показує, що беельзебуфо мав шкіру, покриту щитками. Можливо також, що беельзебуфо мала ріжки, як і сучасні рогатки. У Beelzebufo був панцир — досить рідкісне для амфібій пристосування, доволі поширене лише на зорі історії цього класу тварин. Після тріасового періоду земноводні воліли обходитися без жорстких покривів, а у Beelzebufo кістяні нарости покривали весь череп, витягуючись позаду захисним навісом. Крім того, хребет жаби прикривала кістяна броня. На думку дослідників, броня захищала вразливі та життєво важливі частини жаби під час нападу хижаків — динозаврів і крокодилів. Довершували оборонну систему ряди гострих зубів, через які ця амфібія і була визнана небезпечним крейдяним хижаком.